# Nazionale femminile di pallacanestro di Taipei cinese
La nazionale femminile di pallacanestro di Taipei Cinese è la rappresentativa cestistica di Taiwan ed è posta sotto l'egida della Federazione cestistica di Taiwan.

## Piazzamenti

### Campionati del mondo
- 1986 - 12°
- 1994 - 14°
- 2002 - 14°
- 2006 - 14°

### Campionati asiatici
- 1965 -  3º
- 1968 -  3º
- 1970 -  3º
- 1972 -  2º
- 1974 -  3º

- 1986 -  3º
- 1988 -  3º
- 1990 - 4º
- 1992 - 4º
- 1994 - 4º

- 1995 - 4º
- 1997 - 4º
- 1999 -  3º
- 2001 - 4º
- 2004 - 4º

- 2005 -  3º
- 2007 - 4º
- 2009 - 4º
- 2011 - 4º
- 2013 - 4º

- 2015 - 4º
- 2017 - 5º
- 2019 - 6º
- 2021 - 6º
- 2023 - 8º

### Giochi asiatici
- 1990 -  3°
- 1994 - 4°
- 1998 - 4°
- 2002 -  3°
- 2006 -  2°

- 2010 - 4°
- 2014 - 4°
- 2018 - 4°

## Formazioni

### Campionati del mondo
Campionato mondiale femminile di pallacanestro 19864 Chu, 5 Lin, 6 Jean, 7 Tan, 8 Hsu H., 9 Hsu T., 10 Chen I., 11 Huang S., 12 Huang Y., 13 Chen L., 14 Chin, 15 Yeh,        All. Suyan Ci-cuan
Campionato mondiale femminile di pallacanestro 19944 Chen Shu-chung, 5 Weng, 6 Chung, 7 Cheng, 8 Chen Shu-jen, 9 Chan, 10 Chien, 11 Chi, 12 Li, 13 Teng, 14 Huang K., 15 Huang Y.,        All. Hung Ling-yao
Campionato mondiale femminile di pallacanestro 20024 Chu, 5 Chien, 6 Chiang, 7 Mai, 8 Chao, 9 Huang, 10 Chang, 11 Cheng, 12 Tsai, 14 Chen, 15 Liu, 16 Lin,        All. Hung Ling-yao
Campionato mondiale femminile di pallacanestro 20064 Chen, 5 Chien, 6 Chiang, 7 Sun, 8 Lan, 9 Chu, 10 Wen, 11 Li, 12 Lin H., 13 Lin C., 14 Tsai, 15 Liu,        All. Hung Ling-yao

### Campionati asiatici
Campionato asiatico femminile di pallacanestro 20014 Mai, 5 Chien, 6 Chen J., 7 Chang Y., 8 Chao, 9 Chiang, 10 Chang H., 11 Cheng, 12 Tsai, 13 Ma, 14 Chen Y., 15 Chu,        All. -
Campionato asiatico femminile di pallacanestro 20044 Lin, 5 Chien, 6 Chiang, 7 Mai, 8 Chao, 9 Chu, 10 Chang, 11 Cheng, 12 Tsai, 13 Liu Chi., 14 Chen, 15 Liu Chu.,        All. Hung Ling-yao
Campionato asiatico femminile di pallacanestro 20054 Chen, 5 Chien, 6 Chiang, 7 Chieh, 8 Lan, 9 Chu, 10 Wen, 11 Cheng, 12 Lin H., 13 Lin C., 14 Tsai, 15 Liu,        All. Hung Ling-yao
Campionato asiatico femminile di pallacanestro 20074 Huang, 5 Chien, 6 Chiang, 7 Li, 8 Ma, 9 Chu, 10 Wen, 11 Cheng, 12 Lin H., 13 Lin C., 14 Tsai, 15 Liu,        All. Hung Ling-yao
Campionato asiatico femminile di pallacanestro 20094 Huang, 5 Chang S., 6 Chen, 7 Lan, 8 Lin C., 9 Chu, 10 Li, 11 Cheng, 12 Lin H., 13 Ma, 14 Chang N., 15 Liu,        All. Hung Ling-yao
Campionato asiatico femminile di pallacanestro 20114 Chen, 5 Chang S., 6 Chiang F., 7 Lan, 8 Lin, 9 Chu, 10 Li, 11 Ma, 12 Chiang Y., 13 Liu Y., 14 Huang, 15 Liu C.,        All. Chang Hui-yin
Campionato asiatico femminile di pallacanestro 20134 Chen, 5 Huang F., 6 Chang, 7 Wu, 8 Lin C., 9 Chen, 10 Tsai, 11 Cheng, 12 Huang P., 13 Yang, 14 Huang Y., 15 Liu,        All. Hung Ling-yao
Campionato asiatico femminile di pallacanestro 20150 Peng, 1 Lin C., 5 Chang H., 9 Wang, 10 Li, 11 Juang, 12 Wu, 14 Wei, 15 Liu, 17 Bao, 22 Lin Y., 31 Chang C.,        All. Otis Hughley
Campionato asiatico femminile di pallacanestro 20171 Lin C., 2 Huang H., 3 Lo, 4 Chen, 5 Huang F., 7 Lan, 9 Huang P., 11 Wang, 12 Wu, 13 Cheng I., 17 Bao, 27 Lin Y.,        All. Cheng Hui-yun
Campionato asiatico femminile di pallacanestro 20190 Han, 5 Huang F., 6 Chen, 9 Huang P., 10 Tsai, 12 Wu, 13 Cheng, 17 Huang L., 23 Peng, 24 Huang H., 27 Lin, 77 Chu,        All. Albert Wagner
Campionato asiatico femminile di pallacanestro 20216 Chen, 7 Chu, 9 Lin W., 10 Han, 11 Lin H., 12 Lin Y., 13 Cheng, 22 Lin T., 23 Peng S., 24 Liu, 27 Tai, 55 Peng H., 88 Wang,        All. Chien Wei-chuan
Campionato asiatico femminile di pallacanestro 20231 Liu, 2 Pan, 4 Chen Y., 5 Chen M., 6 Chen W., 7 Wu, 10 Han, 11 Cheng, 12 Lin Y., 17 Huang, 24 Liu, 31 Chang,        All. Cheng Hui-yun

### Giochi asiatici
Pallacanestro agli XI Giochi asiaticiChang L., Chang Y., Chen I., Chen S., Chi C., Chi L., Chien, Chin, Ho, Li, Teng, Wu, All. -
Pallacanestro ai XIV Giochi asiatici4 Chu, 5 Chien, 6 Chiang, 7 Mai, 8 Chao, 9 Huang, 10 Chang, 11 Cheng, 12 Tsai, 13 Tang, 14 Chen, 15 Liu,        All. -
Pallacanestro ai XV Giochi asiatici4 Chen, 5 Chien, 6 Chiang, 7 Sun, 8 Lan, 9 Chu, 10 Wen, 11 Cheng, 12 Lin H., 13 Lin C., 14 Li, 15 Liu,        All. Hung Ling-yao
Pallacanestro ai XVI Giochi asiatici4 Wu, 5 Chang S., 6 Chiang, 7 Chang H., 8 Lin, 9 Hsu, 10 Tsai, 11 Ma, 12 Wen, 13 Liu Y., 14 Peng, 15 Liu C.,        All. -
Pallacanestro ai XVII Giochi asiatici4 Chen, 5 Huang F., 6 Hsu, 7 Lan, 8 Lin, 9 Huang P., 10 Tsai, 11 Li, 12 Chang, 13 Hsieh, 14 Huang Y., 15 Liu,        All. Lin Hung Ling-Yao
Pallacanestro ai XVIII Giochi asiatici1 Huang L., 3 Chen Yu., 4 Chen Ye., 5 Huang F., 7 Wu, 8 Huang Y., 9 Huang P., 11 Wang, 13 Cheng, 17 Bao, 23 Peng, 27 Lin,        All. Albert Wagner